# 雷克斯·摩根
雷克斯·摩根（英語：Rex Morgan，1948年10月27日—），美国NBA联盟前职业篮球运动员。他在1970年的NBA选秀中第2轮第21顺位被波士顿凯尔特人选中。